# Mein G’müt ist mir verwirret
Mein G’müt ist mir verwirret, das macht ein Jungfrau zart ist ein Liebeslied auf einen Text unbekannter Herkunft aus dem 16. Jahrhundert. Hans Leo Haßler (1564–1612) komponierte die Melodie und veröffentlichte sie 1601 in seinem Lustgarten neuer deutscher Gesäng.
In der 3. Auflage des Schulgesangbuchs Harmoniae sacrae (Görlitz 1613) wurde der Melodie der geistliche Liedtext Herzlich tut mich verlangen nach einem sel’gen End (1599) von Christoph Knoll (1563–1621) unterlegt. Johann Crüger (1598–1662) übernahm sie 1656 in rhythmisch vereinfachter Fassung für das Kirchenlied O Haupt voll Blut und Wunden auf einen Text von Paul Gerhardt (1607–1676). Auch auf den Text Befiehl du deine Wege von Paul Gerhardt (ebenfalls 1656), das im Evangelischen Gesangbuch (Nr. 361) zu einer Melodie von Bartholomäus Gesius (1603) abgedruckt ist, wird gelegentlich mit Haßlers Melodie verbunden, so in der Matthäus-Passion von Johann Sebastian Bach (Choral Nr. 53). Die Melodie erscheint außerdem in Bachs Weihnachtsoratorium zu Paul Gerhardts Text Wie soll ich dich empfangen (1653), dem ersten Choral in Teil I  (Nr. 5) und zu dem Text Nun seid ihr wohl gerochen (1648) von Georg Werner, dem Schlusschor von Teil VI. Ein weiterer Kirchenliedtext zu der Melodie ist Ach Herr, mich armen Sünder (1643).
Der Text ist ein Akrostichon und ergibt in den Anfangsbuchstaben der Strophen den Namen MARIA. Somit ist der Text sowohl im Sinne der weltlichen Liebe zu einem Mädchen dieses Namens, im geistlichen Sinne aber auch zur Gottesmutter Maria verstehbar.

## Text
Mein gmüth ist mir verwirret,

das macht ein Jungfrau zart,

bin ganz und gar verirret,

mein Herz das kränckt sich hart,

hab tag und nacht kein Ruh,

führ allzeit grosse klag,

thu stets seufftzen und weinen,

in trauren schier verzag.

Ach daß sie mich thet fragen,

was doch die ursach sei,

warum ich führ solch klagen,

ich wolt irs sagen frei,

daß sie allein die ist,

die mich so sehr verwundt,

köndt ich ir Hertz erweichen,

würd ich bald wider gsund.

Reichlich ist sie gezieret,

mit schönn thugend ohn ziel,

höflich wie sich gebüret,

ihrs gleichen ist nicht viel,

für andern Jungfraun zart

führt sie allzeit den preiß,

wann ichs anschau, vermeine,

ich sei im Paradeiß.

Ich kann nicht ganz erzehlen,

ihr schön und thugend vil,

für alln wollt ichs erwehlen,

wär es nur auch ihr will,

dass sie ihr Herz und Lieb

gegn mir wendet allzeit,

so würd mein Schmerz und klagen,

verkehrt in grosse Freud.

Aber ich muß auffgeben,

und allzeit traurig sein,

solts mir gleich kosten sLeben,

das ist mein gröste pein,

dann ich bin ihr zu schlecht,

darumb sie mein nicht acht,

Gott wölls für leid bewaren,

durch sein Göttliche macht.